# Mission: Impossible III
Mission: Impossible III je americký akční film z roku 2006. Režie se ujal režisér J. J. Abrams, který zároveň spolu s Alexem Kurtzmanem a Robertem Orcim spolupracoval na scénáři. V hlavních rolích se objevili Tom Cruise, Philip Seymour Hoffman, Ving Rhames, Michelle Monaghanová, Billy Crudup, Jonathan Rhys Meyers a Keri Russellová.
Mission: Impossible III měl premiéru ve Spojených státech a Česku 5. května 2006. Po filmu následovalo další pokračování Mission: Impossible – Ghost Protocol.

## Obsazení

### Hlavní role
- Tom Cruise jako Ethan Hunt
- Ving Rhames jako Luther Stickell
- Philip Seymour Hoffman jako Owen Davian
- Michelle Monaghanová jako Julia Meade
- Maggie Q jako Zhen Lei
- Jonathan Rhys Meyers jako Declan Gormley
- Billy Crudup jako John Musgrave
- Keri Russellová jako Lindsey Farris

### Vedlejší role
- Simon Pegg jako Benjamin „Benji“ Dunn[6]
- Laurence Fishburne jako Theodore Brassel[7]

Dále Bahar Soomekh, Jeff Chase, Michael Berry Jr., Eddie Marsan, Bellamy Young, Carla Gallo, Greg Grunberg, Rose Rollins, Sasha Alexander, Aaron Paul.